# David Hemery
David Peter Hemery, CBE, (Cirencester, Gloucestershire, 18 de abril de 1944) é um ex-corredor britânico, dono de três medalhas olímpicas.
Hemery fez história nos Jogos Olímpicos de Verão de 1968, vencendo os 400 metros com barreiras com a maior diferença para o segundo colocado desde 1924 e estabelecendo o recorde mundial, que só seria quebrado em 1990.